# Progreso (editorial)
La Editorial Progreso (en ruso: Издательство Прогресс) fue fundada en 1931, bajo el nombre Editorial de los Trabajadores Extranjeros en la URSS, en 1939 cambió su nombre a Ediciones en Lenguas Extranjeras y, luego de una reorganización que tuvo lugar en 1963, cambió su nombre por el de Editorial Progreso. Antes de la disolución de la Unión Soviética, publicó libros soviéticos traducidos al español, inglés, francés, árabe y otros idiomas extranjeros. Entre ellos figuran obras de las doctrina marxista-leninista y biográficos, libros sobre el trabajo, la economía, la agricultura y las ciencias sociales. Editaban El Manifiesto Comunista y El Capital, entre muchas otras obras.
En 1991, el gobierno ruso cortó la financiación de la editorial, por lo tanto la dirección se vio obligada a discontinuar y cerrar su división de ediciones políticas distribuidas a nivel internacional en 51 idiomas, así las futuras ediciones serían superventas soviéticos y occidentales de gran demanda, la distribución se restringiría únicamente al territorio de Rusia, como consecuencia de esto aproximadamente la mitad de los empleados de la editorial fueron despedidos. Sin embargo, gracias a la reforma la editorial consiguió sobrevivir por poco a sus grandes dificultades financieras.

## Publicaciones
Una característica particular de esta editorial era que en todos sus libros el jefe editor pedía al lector su opinión o sugerencias, esta petición se encontraba al final de la obra de la siguiente manera:

AL LECTOR
La Editorial le quedará muy reconocida si le comunica usted su opinión acerca de la traducción del libro que
le ofrecemos, así como de su presentación e impresión. Le agradeceremos también cualquier otra sugerencia.
Nuestra dirección: Editorial Progreso, Bulevar Zúbovski, número 21, Moscú, URSS.

En otras ediciones más recientes la dirección es la calle Úlitsa Usachiova, número 29. Resulta comprensible esta característica si se tiene cuenta que los contenidos, puestos a disposición de los lectores, eran textos curiosos y muy difíciles de encontrar en otros lugares.
Los volúmenes producidos por la editorial tienen una encuadernación muy bien cosida, con una cubierta sólida; la presentación era bastante simple y sencilla, aunque no necesariamente si se compara con la de otros ejemplares del momento. A pesar de la calidad de los materiales y su contenido, los ejemplares eran considerablemente baratos.
PUBLICACIÓN EN ESPAÑOL
LA CHANCA, 1967 - Autor JUAN GOYTISOLO - 126 páginas
Prólogo M.DEIEV	Presentación A.YERASOV - El precio fue de 20 kopecs. Tiraje de 10250 ejemplares.

## Editorial Progreso-Tradición
La editorial Progreso-Tradición (en ruso: Издательство Прогресс-Традиция) fue fundada en 1997 por antiguos empleados de la editorial Progreso. La editorial se especializa en la publicación de literatura científica y educativa. Su director ejecutivo se llama Borís Vasílievich Oreshin.

## Algunas obras traducidas al español
- La integración económica: dos modos de abordar el problema. Kuznetsov, V.
- El origen de la familia la propiedad privada y el Estado. F. Engels
- Obras escogidas. Carlos Marx y Federico Engels.
- V. I. Lenin: Obras completas en 55 tomos + 2 anexos, 5ta edición
- V. I. Lenin: Obras escogidas en 12 tomos
- V. I. Lenin: Obras escogidas en 3 tomos
- V. I. Lenin: Obras escogidas en 1 tomo
- V. I. Lenin: La emancipación de la mujer
- V. I. Lenin: Carta a los obreros norteamericanos
- V. I. Lenin: El imperialismo, fase superior del capitalismo
- V. I. Lenin: Acerca del infantilismo izquierdista y del espíritu pequeñoburgués
- V. I. Lenin: La Comuna de París
- V. I. Lenin: ¿Qué hacer?
- El derecho de propiedad personal en la URSS. Jálfina, R.
- Norteamérica de costa a costa. Strélnikov, B. Shatunovski, I.
- Trabajo asalariado y capital. Karl Marx
- Los derechos de los niños y la legislación soviética. Tolkunova N. Vera, E. G. Azárova
- Derecho Monetario Internacional. Altshúler, Arkadi.
- Terrorismo a la norteamericana. Bolshakov, Vladímir.
- Teorías modernas acerca de la élite. Ashin, G.
- La CIA sin máscara. Serguéiev, Fiódor.
- La CIA contra América Latina. Zubenko, Viacheslav.
- La Sociedad Comunista. Recopilación, Carlos Marx , Federico Engels y V. I. Lenin.
- "No es cosa de juego" (Traducido del ruso por Vicente Pertegaz) 1981. Max Bremener.
- Violencia social: ideología y política. Denísov, Vladímir.
- Centros y periferia del mundo capitalista. Avsénev, M.
- Geografía de la población con fundamentos de demografía. Alexéiev, Alexander.
- ¡Genocidio!, problemas raciales y delitos internacionales.  Galkin, Alexander
- Aumento de la población y problema de la alimentación en los países en desarrollo. Kniazhínskaya, L.; Grékova, O. Trad.
- América Latina: expansión del imperialismo y crisis de la vía capitalista de desarrollo. Boyko, P.
- Educación y la enseñanza: una mirada al futuro. A.V, Múdrik.
- Paseando por el cosmos. Pável Klushántsev.
- Máximo Gorki: Cuentos escogidos, La Madre, Los Artamónov,  Mi infancia, Por el Mundo. Mis Universidades.
- Tres Relatos. Iván Turguénev
- Infancia. Adolescencia. Juventud. León Tolstói
- Tres Relatos. Chingiz Aitmátov
- Cuba: el camino de la Revolución. Oleg Darushénkov
- Un hombre de verdad. Borís Polevói.
- Dos Capitanes. Veniamín Kaverin.
- Obras (Relatos y teatro). Antón Chéjov.
- Crimen y castigo. Fiódor Dostoievski

- Los Tres Gordinflones. Yuri Olesha.
- Qué es el materialismo dialéctico. O. YAJOT.